# Gigantochloa dinhensis
Gigantochloa dinhensis är en gräsart som först beskrevs av Aimée Antoinette Camus, och fick sitt nu gällande namn av To Quyen Nguyen. Gigantochloa dinhensis ingår i släktet Gigantochloa och familjen gräs. Inga underarter finns listade i Catalogue of Life.